# Championnats du monde de gymnastique rythmique 1992

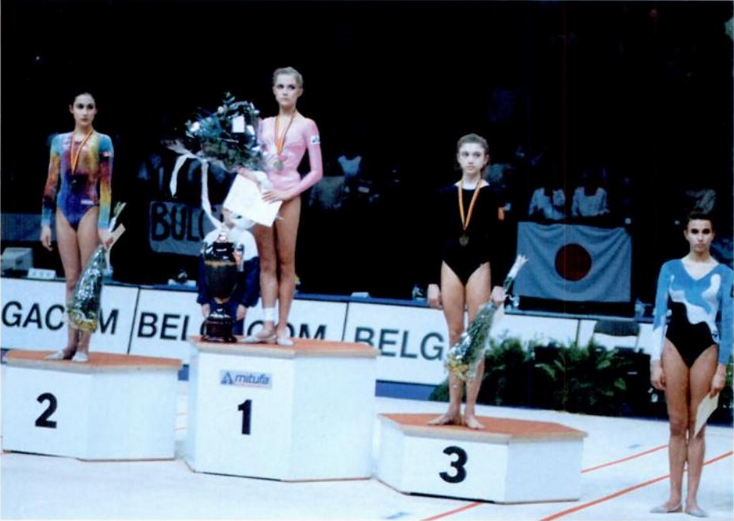
Podium du concours général individuel.

Les XVIe championnats du monde de gymnastique rythmique se sont tenus à Bruxelles en Belgique du 20 au 22 novembre 1992.

## Épreuves individuelles

### Concours général individuel
| Rang               | Gymnaste                 | Pays        | Points |
| ------------------ | ------------------------ | ----------- | ------ |
| Médaille d'or      | Oxana Kostina            | Russie      | 38.975 |
| Médaille d'argent  | Maria Petrova            | Bulgarie    | 38.400 |
| Médaille de bronze | Larissa Lukianenko       | Biélorussie | 38.300 |
| 4                  | Carmen Acedo             | Espagne     | 38.125 |
| 5                  | Ekaterina Serebrianskaya | Ukraine     | 38.075 |
| 6                  | Diana Popova             | Bulgarie    | 38.000 |
| 7                  | Irina Deleanu            | Roumanie    | 37.950 |
| 8                  | Christiane Klumpp        | Allemagne   | 37.525 |

### Corde
| Rang               | Gymnaste                 | Pays        | Points |
| ------------------ | ------------------------ | ----------- | ------ |
| Médaille d'or      | Larissa Lukianenko       | Biélorussie | 9.800  |
| Médaille d'or      | Oxana Kostina            | Russie      | 9.800  |
| Médaille de bronze | Irina Deleanu            | Roumanie    | 9.650  |
| 4                  | Carmen Acedo             | Espagne     | 9.575  |
| 5                  | Diana Popova             | Bulgarie    | 9.450  |
| 6                  | Ekaterina Serebrianskaya | Ukraine     | 9.425  |
| 7                  | Maria Petrova            | Bulgarie    | 9.400  |
| 7                  | Lenka Oulehlova          | Tchéquie    | 9.400  |

### Ballon
| Rang              | Gymnaste                 | Pays        | Points |
| ----------------- | ------------------------ | ----------- | ------ |
| Médaille d'or     | Oxana Kostina            | Russie      | 9.950  |
| Médaille d'argent | Maria Petrova            | Bulgarie    | 9.800  |
| Médaille d'argent | Carmen Acedo             | Espagne     | 9.800  |
| 4                 | Diana Popova             | Bulgarie    | 9.675  |
| 5                 | Larissa Lukianenko       | Biélorussie | 9.650  |
| 6                 | Irina Deleanu            | Roumanie    | 9.625  |
| 7                 | Ekaterina Serebrianskaya | Ukraine     | 9.575  |
| 8                 | Eliza Bialkowska         | Pologne     | 9.550  |

### Cerceau
| Rang               | Gymnaste                 | Pays        | Points |
| ------------------ | ------------------------ | ----------- | ------ |
| Médaille d'or      | Larissa Lukianenko       | Biélorussie | 9.800  |
| Médaille d'or      | Oxana Kostina            | Russie      | 9.800  |
| Médaille de bronze | Maria Petrova            | Bulgarie    | 9.675  |
| 4                  | Carmen Acedo             | Espagne     | 9.600  |
| 5                  | Ekaterina Serebrianskaya | Ukraine     | 9.575  |
| 6                  | Diana Popova             | Bulgarie    | 9.550  |
| 7                  | Irina Deleanu            | Roumanie    | 9.525  |
| 8                  | Lenka Oulehlova          | Tchéquie    | 9.400  |

### Massues
| Rang               | Gymnaste                 | Pays     | Points |
| ------------------ | ------------------------ | -------- | ------ |
| Médaille d'or      | Oxana Kostina            | Russie   | 9.775  |
| Médaille d'argent  | Maria Petrova            | Bulgarie | 9.700  |
| Médaille de bronze | Diana Popova             | Bulgarie | 9.625  |
| Médaille de bronze | Carmen Acedo             | Espagne  | 9.625  |
| 5                  | Irina Deleanu            | Roumanie | 9.550  |
| 6                  | Ekaterina Serebrianskaya | Ukraine  | 9.525  |
| 7                  | Victoria Yani            | Ukraine  | 9.475  |
| 8                  | M Sansaridou             | Grèce    | 9.425  |

## Ensembles

### Concours général
| Rang               | Nation                      | Total  |
| ------------------ | --------------------------- | ------ |
| Médaille d'or      | Équipe unifiée de l’ex-URSS | 38.650 |
| Médaille d'argent  | Espagne                     | 38.550 |
| Médaille de bronze | Corée du Nord               | 38.500 |
| 4                  | Italie                      | 38.450 |
| 5                  | Ukraine                     | 38.400 |
| 6                  | Chine                       | 37.900 |
| 6                  | Allemagne                   | 37.900 |
| 6                  | Grèce                       | 37.900 |